# 오스트리아 여자 축구 국가대표팀

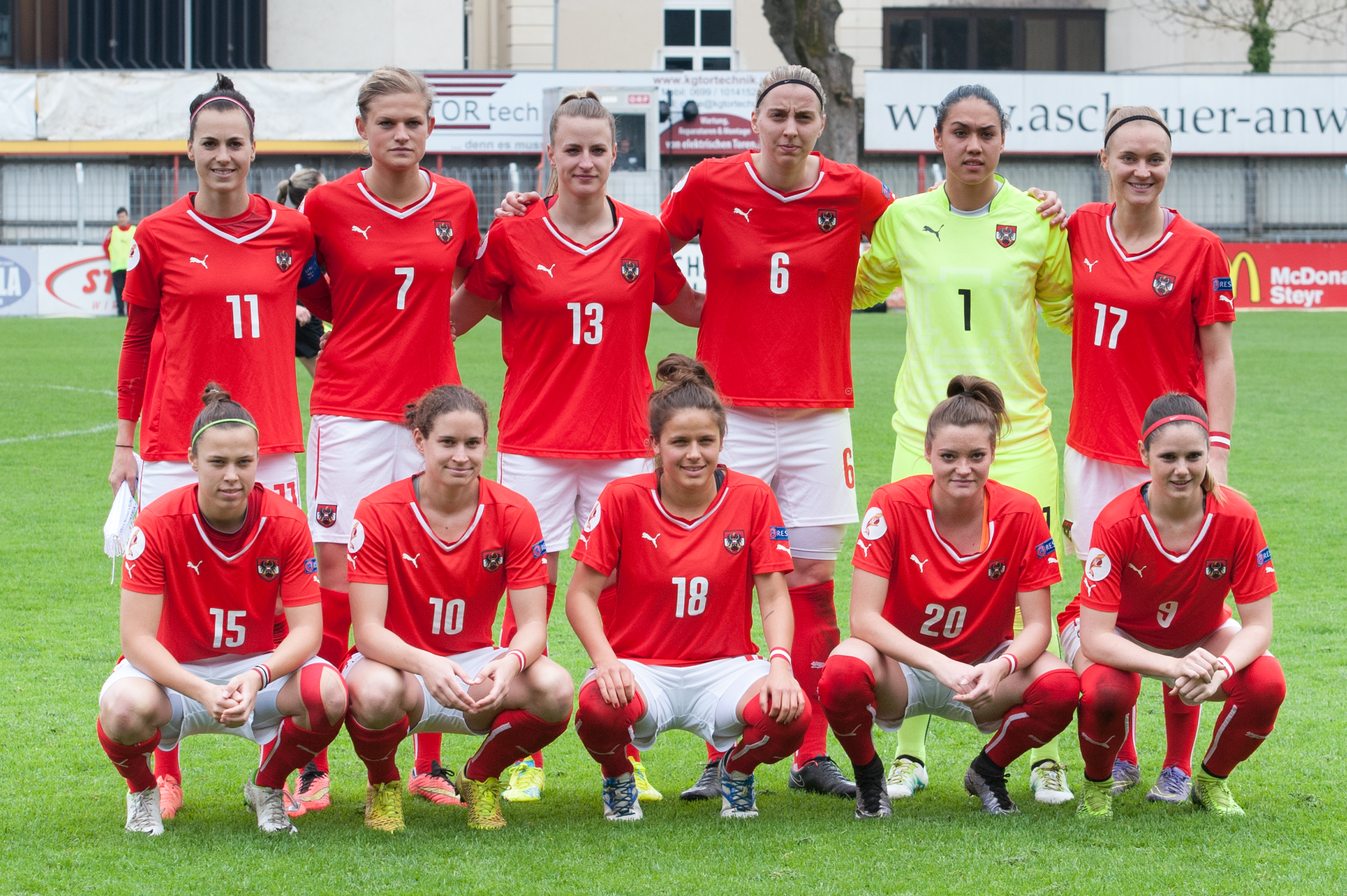

오스트리아 여자 축구 국가대표팀은 오스트리아를 대표하는 여자 축구 대표팀으로 오스트리아 축구 협회에서 운영 중이다. 1970년 7월 6일 멕시코와의 국제 경기 데뷔전에서 0-9의 대패를 당했으며 FIFA 여자 월드컵과 하계 올림픽 본선에는 출전한 기록이 없다.

## 국제 대회 경력

### FIFA 여자 월드컵
2003년 FIFA 여자 월드컵 유럽 지역 예선을 통해 처음으로 여자 월드컵 예선에 나선 이후 2015년 FIFA 여자 월드컵 유럽 지역 예선에서 10경기 7승 3패·7조 2위의 호성적을 거두며 오스트리아 여자 축구 역사상 월드컵 지역 예선 최다 승점 기록을 경신했으나 네덜란드, 이탈리아, 스코틀랜드, 우크라이나에 밀려 아쉽게 플레이오프 진출을 이뤄내지 못했다.

### UEFA 유럽 여자 축구 선수권 대회
UEFA 여자 유로 2017을 통해 사상 첫 메이저 대회 본선에 진출한 오스트리아는 프랑스, 스위스, 아이슬란드를 상대로 2승 1무·C조 1위로 8강에 진출한 뒤 8강에서 스페인과 승부차기까지 가는 접전 끝에 5-3으로 잡아내며 처음으로 출전한 메이저 대회 본선에서 4강에 오르는 돌풍을 일으켰다. 그리고 UEFA 여자 유로 2022 예선에서도 8경기 6승 1무 1패·G조 2위로 2회 연속 유로 대회 본선에 진출했다.

### 알가르브컵
알가르브컵에는 2009년과 2010년, 2014년 대회에 참가하였으나 3번의 대회에서 모두 하위권의 초라한 성적표를 받아들였다.

### 키프로스컵
키프로스컵에는 2016년 대회에 처음으로 모습을 드러낸 이후 모두 4번의 대회에 출전하여 이 가운데 처음으로 참가한 2016년 대회에서 폴란드를 꺾고 사상 첫 국제 대회 우승컵을 들어올렸고 2019년 대회에서는 4위의 호성적을 거두었다.

## 성적

### FIFA 여자 월드컵
- 1991년 ~ 1999년: 불참
- 2003년 ~ 2019년: 진출 실패

### 올림픽 축구
- 1996년 ~ 2004년 - 불참
- 2008년 ~ 2016년 - 진출 실패

### UEFA 유럽 여자 축구 선수권 대회
- 1984년~1995년: 불참
- 1997년~2013년: 진출 실패
- 2017년: 4강
- 2022년: 8강
- 2025년:

## 같이 보기
- 오스트리아 축구 국가대표팀